# Ligny-en-Cambrésis Communal Cemetery
Le cimetière «Ligny-en-Cambrésis Communal Cemetery  » est un cimetière militaire de la Première Guerre mondiale situé sur le territoire de la commune de Ligny-en-Cambrésis, Nord.

## Localisation
Ce cimetière est situé à l'entrée du cimetière communal, rue de Cambrai.

## Historique
Le village a été occupé par les Allemands dès fin août 1814 et est resté loin des combats jusqu'à libération par les troupes britanniques en octobre 1918.

Au cours de la guerre, le cimetière de Ligny a été utilisé par les Allemands pour inhumer leurs morts et les soldats britanniques rapatriés dans les hôpitaux de l'arrière, décédés des suites de leurs blessures. Les tombes allemandes ont été enlevées après l'armistice pour être transférées  au  Cimetière militaire allemand de Cambrai .

## Caractéristiques
Le cimetière contient maintenant 40 sépultures britanniques de la Première Guerre mondiale dont seulement 19 sont identifiées. 

Ce cimetière comporte la tombe du lieutenant William Malcolm Chisholm, décédé le 27 août 1914 de ses blessures, premier militaire australien mort au cours de la Première Guerre mondiale.

## Sépultures
| Pays        | Sépultures |
| ----------- | ---------- |
| Royaume-Uni | 40         |

## Galerie

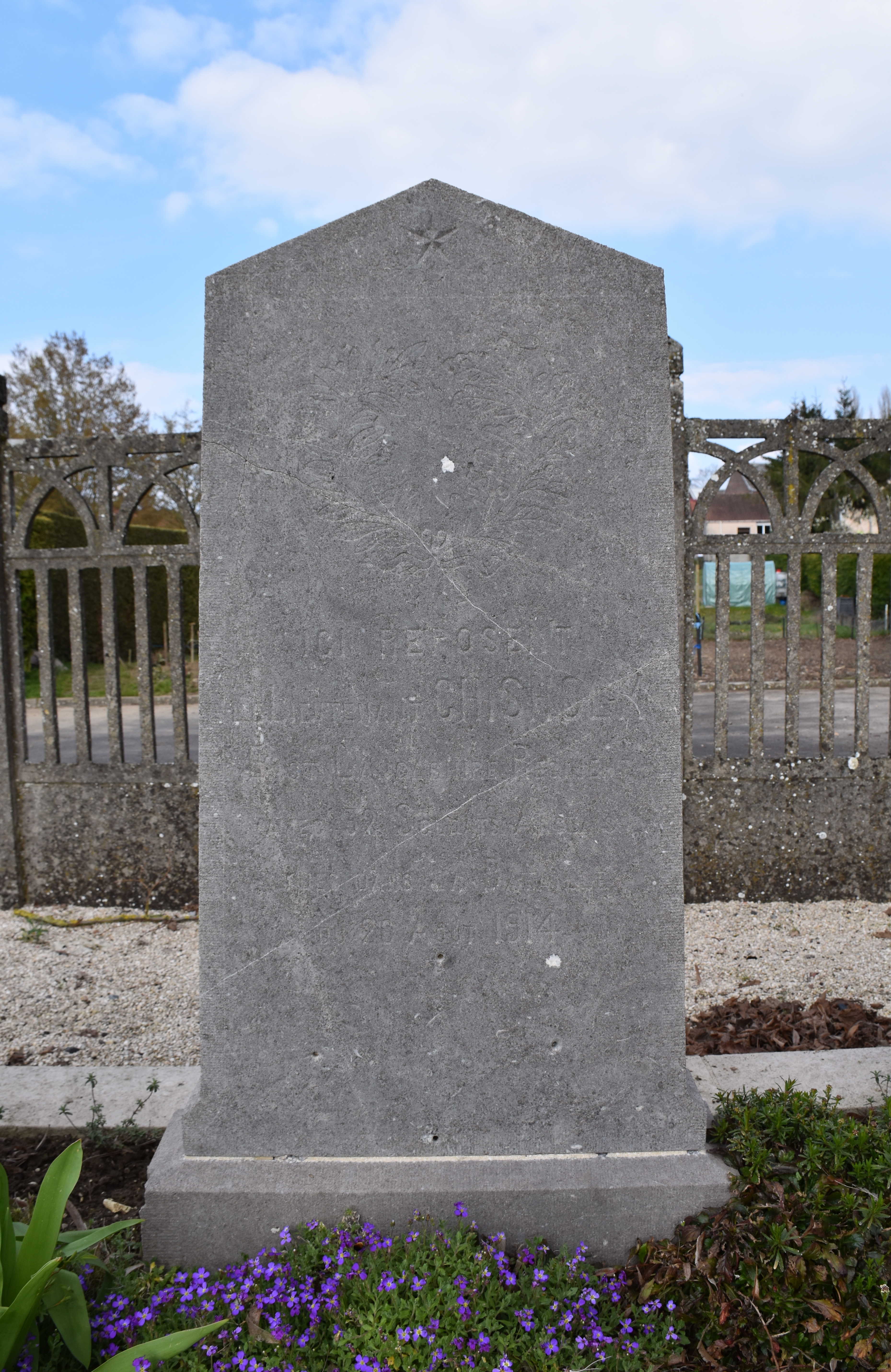
Tombe de William Malcolm Chisholm, premier militaire australien tombé lors de guerre 14-18.
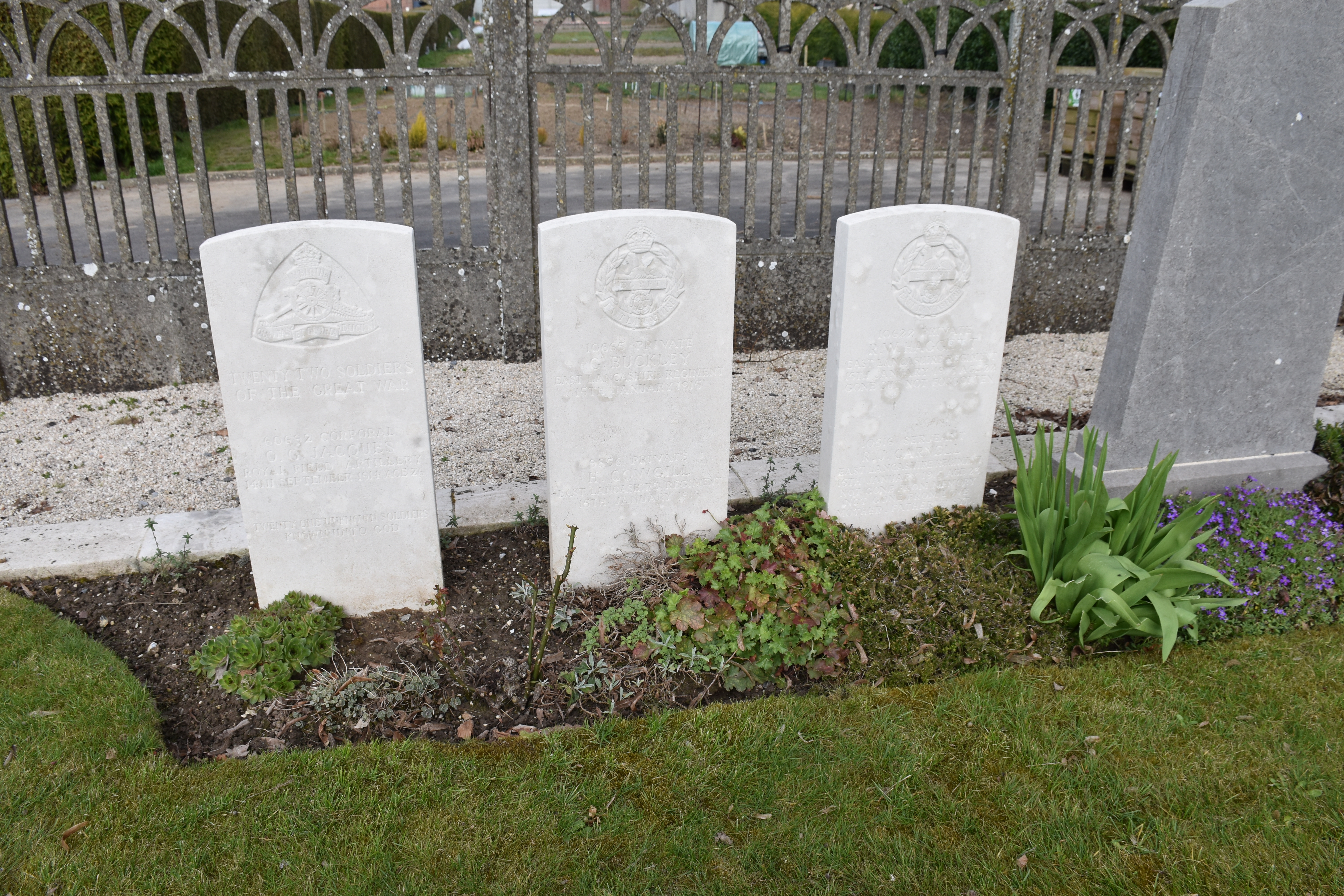
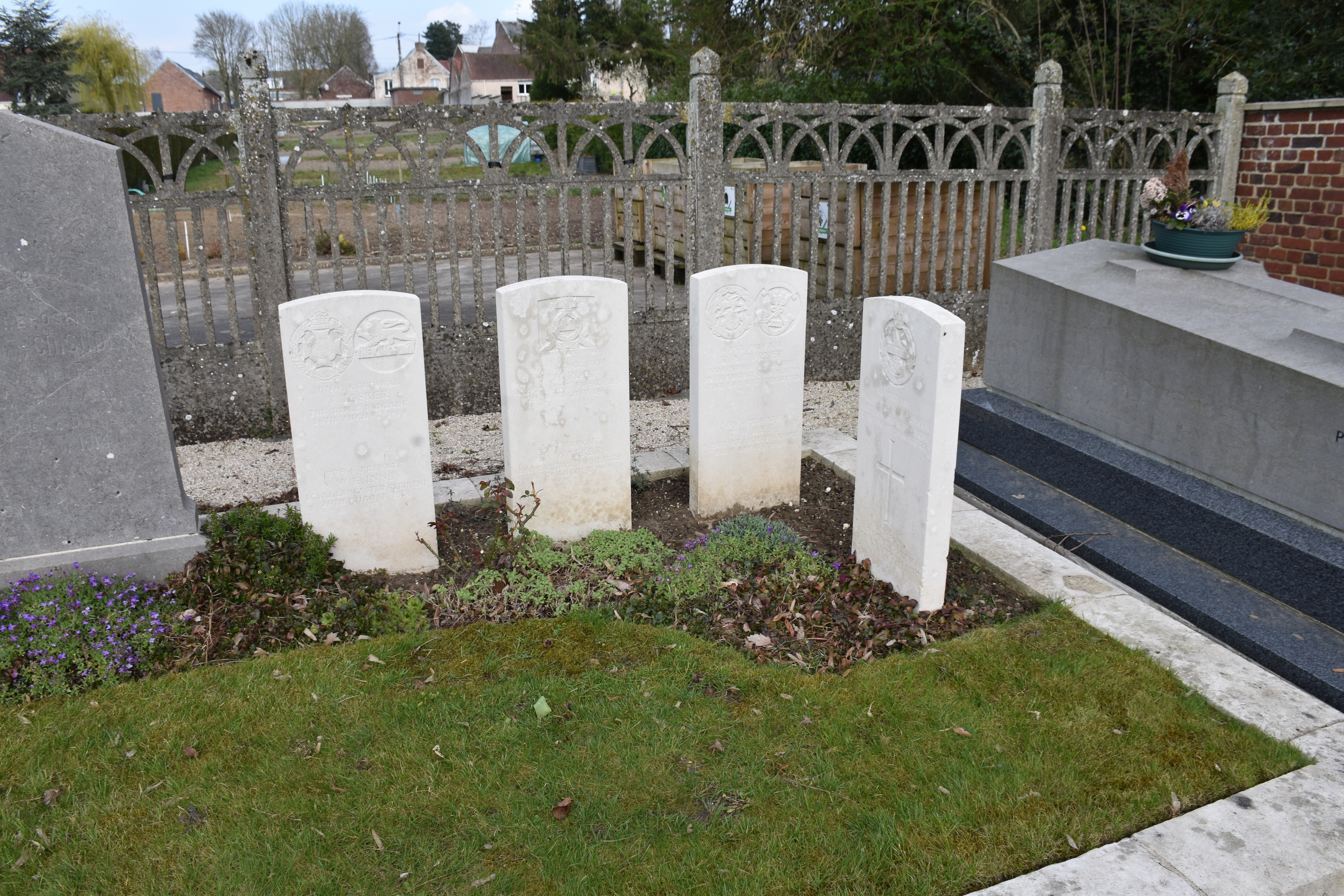
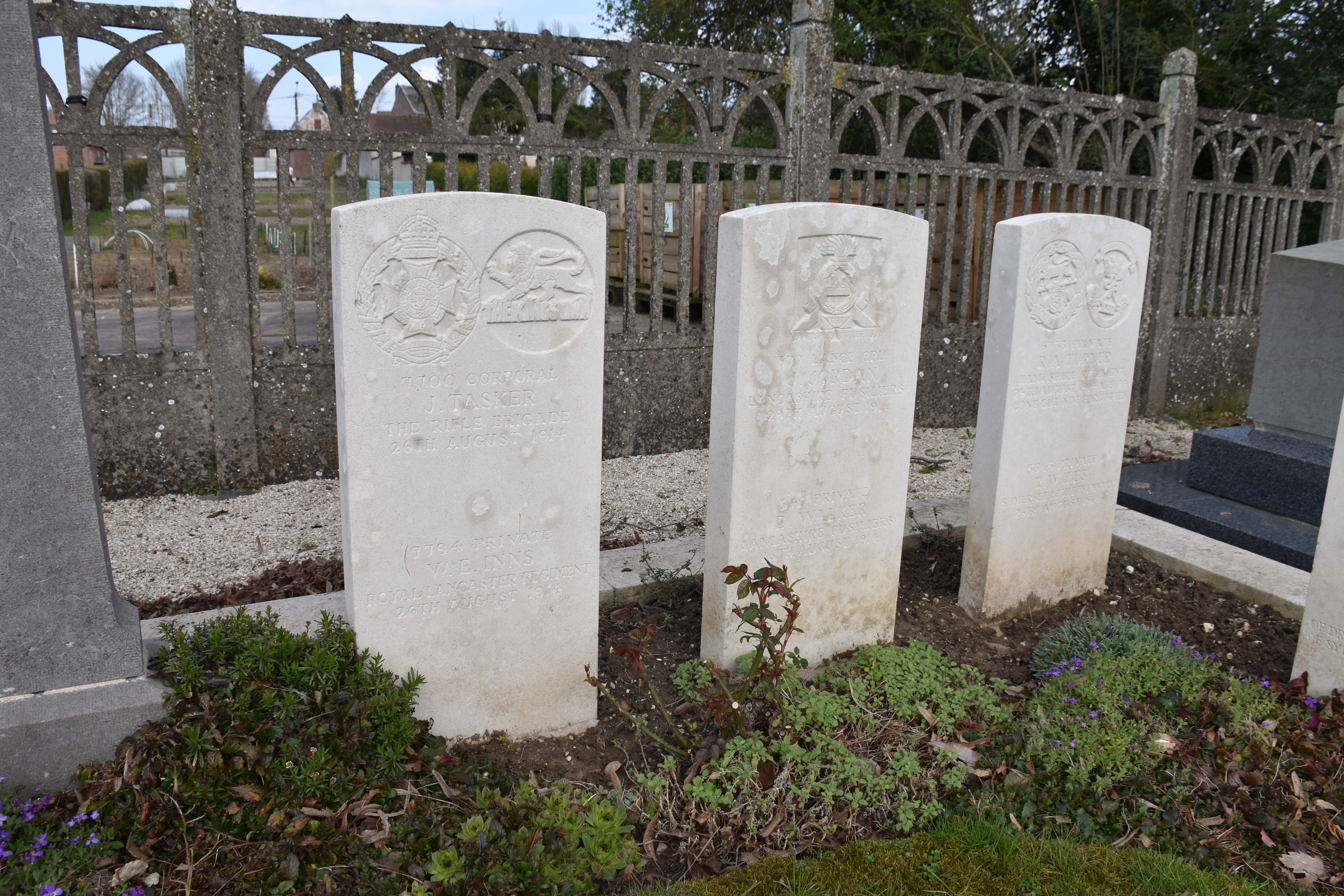
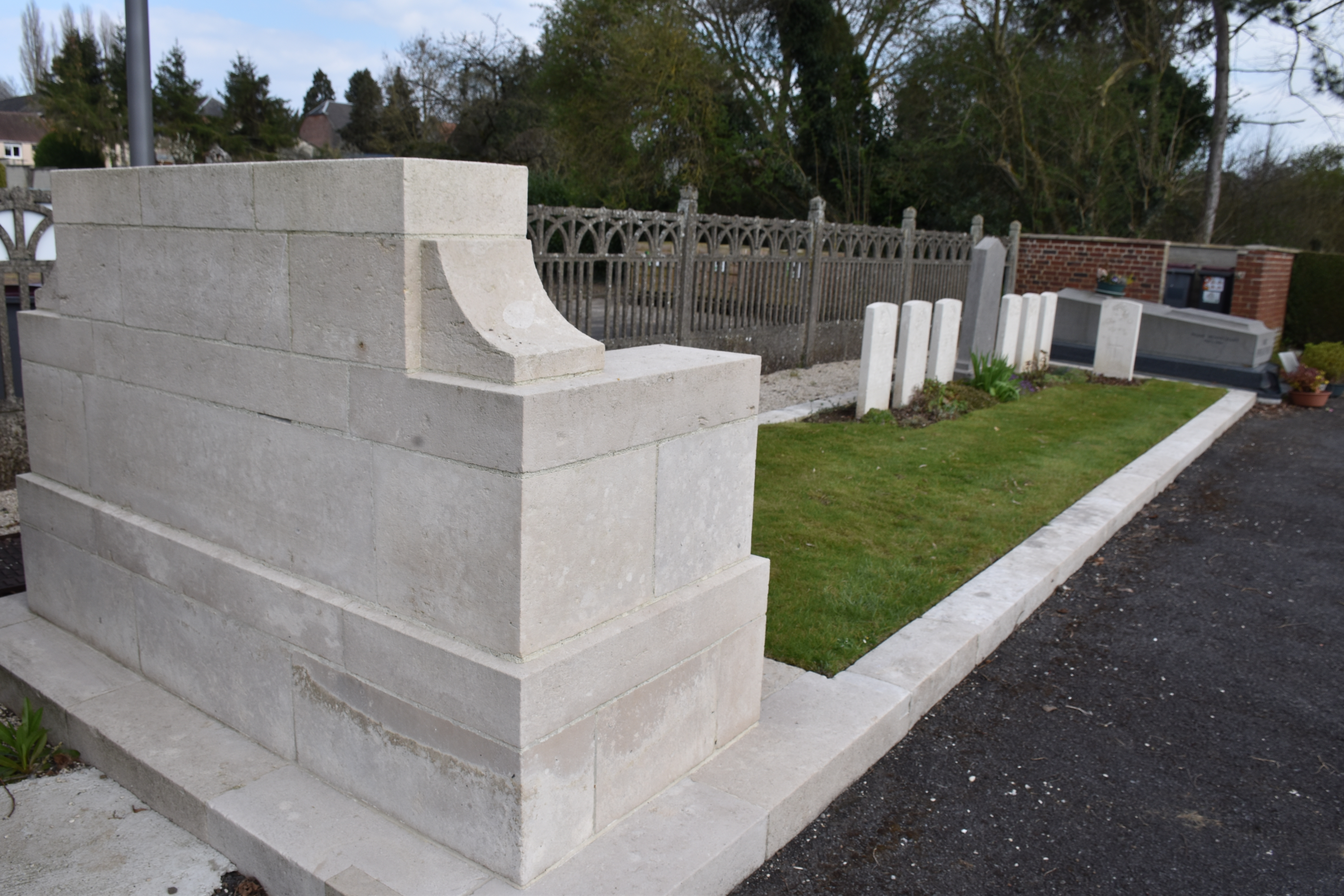